# Moczydło (Goździelin)
Moczydło – część wsi Goździelin w Polsce, położona w województwie świętokrzyskim, w powiecie ostrowieckim, w gminie Bodzechów. Wchodzi w skład sołectwa Goździelin.
W latach 1975–1998 Moczydło administracyjnie należało do województwa kieleckiego.

## Historia
Pod koniec XIX w. Moczydło miało 3 domy i 27 mieszkańców. Znajdowała się tu kopalnia rudy żelaza oraz 40 morgów ziemi należącej do dóbr i zakładów górniczych w Bodzechowie.